# إدريس مقبول
إدريس مقبول (مواليد سنة 1975، فاس) أكاديمي وباحث مغربي، متخصص في اللسانيات والتداوليات وتحليل الخطاب. يشغل منصب أستاذ دكتور في المركز الجهوي لمهن التربية والتكوين فاس مكناس، ومديرا لمركز ابن غازي للأبحاث والدراسات الاستراتيجية.

## مسيرته[2]

### مولده وتعليمه
ولد إدريس مقبول سنة 1975 بفاس. حصل على شهادة الدكتوراه في اللسانيات العامة واللسانيات العربية من جامعة سيدي محمد بن عبد الله بفاس سنة 2005.

### مناصبه
يشغل منصب أستاذ في المركز الجهوي لمهن التربية والتكوين فاس مكناس، ويشغل مديرا لمركز ابن غازي للأبحاث والدراسات الاستراتيجية. كما عمل منسقا لفريق البحث في التنوع الثقافي واللساني بالعالم المتوسطي، وهو عضو مجلس أمناء المركز الدولي للدراسات والأبحاث العلمية والتربوية بباريس، وخبير تربوي بالمعهد الأوربي للعلوم الإسلامية ببروكسيل، وعضو جمعية البحث في العلوم المعرفية والترجمة.

## مؤلفاته[2]
- 2023: الزكاة..سؤال التنمية والعدالة التوزيعية، كتاب الأمة، العدد 197، وزارة الأوقاف والشؤون الإسلامية، قطر.
- 2023: الزكاة.. موارد استثمارية لمعالجات اقتصادية، كتاب الأمة، العدد 199، وزارة الأوقاف والشؤون الإسلامية، قطر.
- 2023: الجماليات المتعالية: مقدمة في لسانيات القرآن الكريم، دار إفريقيا الشرق، المغرب.
- 2020: الإنسان والعمران واللسان: رسالة في تدهور الأنساق في المدينة العربية، المركز العربي للأبحاث ودراسة السياسات، الدوحة .
- 2019: الحوار الحضاري: دراسة في النظام المعرفي والقيمي القرآني، طبعته جامعة قطر برعاية جائزة قطر العالمية لحوار الحضارات.
- 2016: ما وراء السياسة،الموقف الأخلاقي في فكر عبد السلام ياسين، تقديم ماسيمو كامبنيني  [لغات أخرى]‏، إفريقيا الشرق، المغرب.
- 2015: سيبويه معتزليا: حفريات في ميتافيزيقا النحو العربي، المركز العربي للأبحاث ودراسة السياسات، قطر.
- 2014: سؤال المعنى في فكر عبد السلام ياسين، تقديم مراد ويلفريد هوفمان، دار إفريقيا الشرق، المغرب.
- 2011: شرح ابن كمال باشا الحنفي على خمرية ابن الفارض، دراسة وتحقيق، دار عالم الكتب الحديث، الأردن.
- 2010: الأفق التداولي: نظرية المعنى والسياق في الممارسة التراثية العربية، دار عالم الكتب الحديث، الأردن.
- 2010: منهج سيبويه في الاحتجاج بالقراءات ولها، دار عالم الكتب الحديث، الأردن.
- 2007: الأسس الإبستمولوجية والتداولية للنظر النحوي عند سيبويه، عالم الكتب الحديث، الأردن. (الطبعة الثانية، جدارا للكتاب العالمي، 2020).
- 2007: المخفي والمعلن في الخطاب الأمريكي، منشورات الزمن المغربية، العدد 53.

## جوائز
- 2021: فاز كتابه "الإنسان والعمران واللسان: رسالة في تدهور الأنساق في المدينة العربية" بجائزة المغرب للكتاب (مناصفة)، في قسم العلوم الاجتماعية.[3]
- 2018: فاز كتابه "الحوار الحضاري: دراسة في النظام المعرفي والقيمي القرآني" بجائزة قطر العالمية لحوار الحضارات، يقدمها كرسي حوار الحضارات جامعة قطر، بالتعاون مع وزارة الخارجية القطرية.[4]
- 2016: فاز بحثه الموسوم ب"في فقه الانتقال نحو الحكم الراشد: الدور المطلوب للمجتمع المدني" بالمرتبة الأولى لجائزة الدكتور محمد مهاتير التي ينظمها منتدى كوالالمبور (مناصفة بين الكاتب المصري نوبي حسن عبد الرحيم)، وذلك في فئة كبار الباحثين.[5]
- 2016: فاز بحثه الموسوم ب"المدينة العربية الحديثة: قراءة سوسيولسانية في أعراض مرض التمدن" بالجائزة الثانية ضمن الجائزة العربية للعلوم الاجتماعية والانسانية، المُسلّمة من المركز العربي للأبحاث ودراسة السياسات بقطر، وذلك في مجال "المدينة العربية.. تحديات التمدين في مجتمعات متحولة".[6]

## روابط خارجية
- إدريس مقبول على موقع أرشيف الشارخ.